# Centro de Convenciones y Polyforum Chiapas
El Centro de Convenciones y Polyforum Chiapas también conocido como Polyforum Mesoamericano o simplemente Polyforum, es un complejo multipropósitos ubicado en la ciudad de Tuxtla Gutiérrez, Chiapas. Se encuentra ubicado al norte-oriente de la ciudad a un costado de la Torre Chiapas. Es utilizado principalmente para la realización de conciertos, aunque también se utiliza para eventos deportivos como basquetbol, volleybol, futbol de sala, así como para la presentación de obras teatrales y musicales de renombre.

## Historia
El complejo se encuentra dividido en el centro de convenciones y el auditorio polyforum. Ambos edificios fueron construidos en 1993, proyectados por el arquitecto Abraham Zabludovsky. Su capacidad, infraestructura y arquitectura finisecular con sus audaces formas, los convierten en el mayor monumento contemporáneo de Tuxtla Gutiérrez.
El centro de convenciones cuenta con un total de 9 salas aptas para la realización de eventos de diferentes magnitudes, ya sean eventos sociales, empresariales o institucionales. Los salones ofrecen capacidades que van desde 50 hasta 1.500 personas.
El auditorio polyforum cuenta con una capacidad de 3.875 espectadores, cuenta con un vanguardista sistema de audio e iluminación computarizados, que lo convierten en uno de los recintos de espectáculos más modernos del sureste de México.
Tiene la capacidad de adaptarse para un Escenario Teatral de 21 x 10 metros. Además, cuenta con un sistema neumático que permite mover las butacas de la zona melón, para realizar espectáculos de basketball, fútbol rápido y boxeo. Este escenario cumple con diferentes servicios para el desarrollo de la cultura, las artes y el deporte.
En su exterior alberga dos elementos artísticos: "La caravana" un elemento escultural del Maestro Moises Zabludosky, queda la bien venida a los visitantes y "Alegoria de la vida" mozaico bizantino que representa la cosmovisiòn maya.

## Características
- Capacidad total 3.875 espectadores.
- Aire acondicionado
- Escenario teatral de 21 x 10 m
- 4 camerinos
- 1 suite camerino
- 1 suite oficial
- 2 salas de calentamiento
- Rampa de carga y descarga
- Planta de luz de emergencia de 350 kW
- Estacionamiento para 1000 vehículos
- 8 accesos a la sala
- 3 áreas de sanitarios
- 2 salidas de emergencia
- Vestíbulo con 2 áreas de cafetería[1]

### Acontecimientos
| Año  | Fechas           | Artista / Evento     | Gira / Disco                     |
| ---- | ---------------- | -------------------- | -------------------------------- |
| 2007 | 5 de octubre     | My Chemical Romance  | The Black Parade Tour            |
| 2008 | 27 de abril      | Mägo de Oz           | La Ciudad de los Árboles         |
| 2008 | 1 de mayo        | PXNDX                | Sinfonía Soledad Tour            |
| 2008 | 30 de octubre    | Harlem Globetrotters |                                  |
| 2009 | 13 de febrero    | Hombres G            |                                  |
| 2009 | 24 de septiembre | Enrique Bunbury      | Hellville de Tour                |
| 2009 | 7 de noviembre   | Camilo Sesto         |                                  |
| 2011 | 17 de febrero    | Joan Manuel Serrat   |                                  |
| 2011 | 8 de octubre     | Yuri                 | Tour Inusual                     |
| 2011 | 22 de octubre    | Caifanes             |                                  |
| 2011 | 28 de octubre    | Joaquín Sabina       |                                  |
| 2011 | 11 de noviembre  | Gloria Trevi         | Gloria Tour                      |
| 2012 | 22 de marzo      | Raphael              | El reencuentro Tour              |
| 2012 | 10 de mayo       | Roberto Carlos       |                                  |
| 2014 | 16 de enero      | Enrique Bunbury      | Gira Palosanto                   |
| 2016 | 2 de julio       | Ha*Ash               | Primera Fila Hecho Realidad Tour |
| 2025 | Próximamente     | Lumiiere             | Lux Tour                         |
| 2025 | Próximamente     | Shakira              | Las Mujeres Ya No Lloran Tour    |
| 2025 | Próximamente     | Mac Miller           | the return                       |
| 2025 | Próximamente     | Coldplay             | Music Of The Spheres             |